# Gęsiareczka u studni
Gęsiareczka u studni (Die Gänsehirtin am Brunnen) – baśń braci Grimm opublikowana w piątym wydaniu ich zbioru Baśni z 1843 roku (tom 2, nr 179). 

## Treść
Pewien młody hrabia zabłąkał się w nieznaną okolicę. Spotkał tam staruszkę, której miejscowi unikali, uważając ją za wiedźmę. Staruszka niosła na plecach ciężki pakunek. Hrabia, nie wiedząc kim jest staruszka, zgodził się pomóc jej zanieść go do domu. Okazało się, że tobołek jest tak ciężki, że młodzieniec ledwo mógł go unieść. Nie mógł go jednak zrzucić z pleców, kiedy próbował. Był jak zaczarowany. Staruszka śmiejąc się, zachęcała go do dalszego wysiłku, obiecując nagrodę. W pewnej chwili sama wskoczyła mu na plecy, że musiał nieść jeszcze i ją. Kiedy ustawał, zaczęła go smagać rózgą i pokrzywami, by przyśpieszył kroku.
Kiedy doszli do chatki staruszki, wyszła im na spotkanie bardzo brzydka i staro wyglądająca dziewczyna, która pasła gęsi. Hrabia ledwo trzymał się na nogach ze zmęczenia. Staruszka zeszła z jego pleców i ściągnęła swój pakunek. Ponieważ obiecała mu nagrodę za pomoc, ofiarowała mu szkatułkę wysadzaną kamieniami szlachetnymi, zapewniając, że przyniesie mu szczęście. Na koniec ostrzegła, by nie przebywał sam na sam z jej córką, gdyż może się zakochać. Hrabia daleki był od zakochania. Podziękował za upominek i oddalił się pośpiesznie. 
Po długim błądzeniu, hrabia dotarł do wielkiego miasta. Złożył wizytę miejscowej królowej i, nie mając przy sobie nic innego, ofiarował jej szkatułkę otrzymaną od staruszki. Królowa na jej widok prawie zemdlała. Kiedy doszła do siebie, wyjaśniła powód swojego stanu. 
Kiedyś miała trzy córki. Najmłodsza była najpiękniejsza z nich wszystkich. Kiedy płakała, z jej oczu zamiast łez padały perły. Pewnego dnia jej ojciec zapytał córek, jak bardzo go kochają. Wówczas ona odparła, że kocha ojca jak sól, gdyż żadna potrawa nie smakuje jej bez soli. Król oburzył się, że porównała go do soli, i kazał ją wypędzić z zamku, mimo że wszyscy, włącznie z królową się za nią wstawiali. Dopiero po jakimś czasie król pożałował swojej porywczości i nakazał sprowadzić królewnę z powrotem. Jednak zaginionej królewny nie udało się odnaleźć. Kiedy królowa przyjrzała się szkatule otrzymanej od hrabiego, spostrzegła, że jedna perła w niej przypomina łzę córki. Stąd jej zemdlenie. Zapytała, w jaki sposób ta szkatułka trafiła do jego rąk.
Hrabia opowiedział, że otrzymał ją od staruszki mieszkającej w lesie, ale nie widział tam żadnej królewny. Król i królowa postanowili udać się do staruszki, by dowiedzieć się czegoś o córce. 
Wkrótce ruszyli do lasu na poszukiwanie. Hrabia oddzielił się od grupy i przypadkowo natrafił na gęsiarkę, którą uważał za córkę staruszki. Śledził ją licząc, że trafi w ten sposób do staruszki. Podglądając ją z ukrycia zobaczył, że zdjęła skórę, która okrywała jej twarz i umyła się w studni. Hrabia był tak zachwycony jej urodą, że poruszył się robiąc hałas i powodując, że dziewczyna uciekła. Opowiedział o zajściu królowi i królowej, którzy byli już pewni, że to ich zaginiona córka. 
Tymczasem dziewczyna odpowiedziała staruszce, co ją spotkało. Staruszka przypomniała jej, że mieszka u niej już trzy lata, i że wkrótce będą musiały się rozstać. Kazała jej się ubrać w suknię, w której do niej trafiła, i zdjąć maskę. 
Wkrótce w drzwiach stanęli król i królowa. Staruszka powiedziała im, że popełnili zło wypędzając córkę, ale odpokutowali za to, żyjąc w trwodze o nią. Ich córka mieszkała u niej i pasąc gęsi, zachowała czyste serce i nie nauczyła się niczego złego. Rodzice i córka padli sobie w objęcia. Król zmartwił się, że rozdzielił już królestwo pomiędzy pozostałe córki i nie ma jej co dać. Staruszka powiedziała wówczas, że jego córka niczego nie potrzebuje, gdyż łzy, które wypłakała, zmieniły się w perły, które jej zwraca. Dodatkowo za dobrą służbę oddaje jej swoją chatkę. Po wypowiedzeniu tych słów staruszka zniknęła, a w miejscu, gdzie stała chatka, pojawił się wspaniały pałac pełen służby. 
Na zakończenie narrator, zwracając się do słuchaczy (czytelników) informuje, że nie zna zakończenia tej opowieści. Domyśla się tylko, że królewna poślubiła hrabiego. Informuje, że gąski, które pasła, były to dziewczęta przyjęte przez staruszkę, które po odzyskaniu ludzkiej postaci być może zostały na służbie u młodej królewny. Dodatkowo narrator oświadcza, że nie wie, kim była staruszka.

## Ekranizacje
- Die Gänsehirtin am Brunnen – niemiecki film z 1979 roku
- Baśnie Braci Grimm: Simsala Grimm (Dwie księżniczki - odcinek 24) – niemiecki serial animowany z 1999 roku